# Acampsohelconinae
Acampsohelconinae – podrodzina  błonkówek z rodziny męczelkowatych. 

## Taksonomia
Rodzaje zaliczane do tej podrodziny były  wcześniej zaliczane do podrodzin Blacinae, Helconinae i Sigalphinae.

## Zasięg występowania
Podrodzina obejmuje gatunki występujące w cieplejszych regionach całego świata.                      

## Biologia i ekologia
Biologia niektórych rodzajów nie jest znana. Przedstawiciele rodzaju Urosigalphus są parazytoidami strąkowcowatych i ryjkowcowatych.

## Systematyka
Do Acampsohelconinae zalicza się 67 żyjących gatunków zgrupowanych w 2 plemionach i 3 rodzajach:
Plemię: Afrocampsini
- Afrocampsis

Plemię: Urosigalphini
- Canalicephalus
- Urosigalphus

Oraz wymarłe plemię z jednym, monotypowym rodzajem:
Plemię:  †Acampsohelconini
- † Acampsohelcon